# Oranje Lijn
Die niederländische Reederei N.V. Maatschappij Zeetransport, bekannter als Oranje Lijn, bestand von 1937 bis 1970. Die bekanntere Bezeichnung Oranje Lijn lag in einem Hauptgeschäftsfeld der Rotterdamer Reederei begründet, dem Transport von Früchten und Nüssen aus Südeuropa und Nordafrika.

## Geschichte
Das Unternehmen wurde am 16. Juli 1937 vom 23-jährigen Anthony Veder gegründet. Veder erwarb die beiden gebrauchten Große-Seen-Schiffe Harpefjell und Taborfjell aus Norwegen und setzte sie als Prins Maurits und Prins Frederik Hendrik in Fahrt. Mit den beiden Schiffen trat er der von der norwegischen Reederei Olson & Ugelstad betriebenen Fjell Line bei, die zwischen Europa und den Großen Seen pendelte. Am 5. Juni 1938 traf die Prins Maurits erstmals in Chicago ein. In der Wintersaison machten die Schiffe Reisen mit Zitrusfrüchten aus Ländern, wie Italien, Spanien oder Palästina.
Nach dem Ende des Zweiten Weltkriegs benannte sich die Maatschappij Zeetransport auch offiziell in Oranje Lijn um. 1948 brachte die Oranje Lijn die beiden Neubauten Prins Alexander und Prins Johan Willem Friso in Fahrt und eröffnete einen neuen Dienst aus Westeuropa zu den kanadischen Häfen Port Alfred, Quebec und Montreal. Anfangs waren diese Schiffe zu große für die Große-Seen-Fahrt, erst 1959, nach der Erweiterung der Schleusenanlagen konnten auch diese Schiffe bis Chicago fahren. 1953 setzte die Reederei das große Kombischiff Prins Willem van Oranje in Fahrt. Es verfügte über 60 Passagierplätze und setzte Maßstäbe für vergleichbare Schiffe dieser Zeit. Mit der Prins Willem van Oranje begann die Oranje Lijn einen wöchentlichen Transatlantikdienst zwischen Westeuropa, den Vereinigten Staaten und Kanada, der insbesondere von Einwanderern genutzt wurde.
Im Jahr 1955 unterzeichneten die Oranje Lijn und die Fjell Line in Den Haag einen Vertrag über eine Betriebsgemeinschaft unter dem Namen  Fjell-Oranje Lines. Drei Jahre darauf erwarb die Koninklijke Paketvaart Maatschappij (KPM) alle Anteile der Oranje Line. Die Holland-Amerika Lijn (HAL) wiederum kaufte 1959 im Vertrauen auf die wachsenden Möglichkeiten durch den ausgebauten Sankt-Lorenz-Seeweg die Hälfte der Anteile der KPM. 1967 übernahm die Oranje Lijn drei KPM-Schiffe und veräußerte eigene kleinere Schiffe. Trotzdem geriet das Unternehmen in eine immer größere finanzielle Schieflage, woraufhin es am 1. Januar 1970 aufgelöst wurde. Die Fjell Line führte die Große-Seen-Fahrt in Partnerschaft mit der Reederei Fred. Olsen fort.